# 슈말칼덴 전쟁
슈말칼덴 전쟁(독일어: Schmalkaldischer Krieg 슈말칸디셰어 크리크[*], 영어: Schmalkaldic War)은 1546년에서 1547년 사이에 신성로마황제 카를 5세의 천주교 근황파와, 루터교 제후들의 동맹체인 슈말칼덴 동맹 사이에 벌어진 종교전쟁이다. 근황군을 실질적으로 지휘한 것은 페르난도 알바레스 데 톨레도 데 알바 공작이었다.

## 배경
합스부르크가의 신성로마황제 카를 5세는 당시 프랑스를 제외한 서유럽 전체를 동군연합으로 소유하고 있었으며, 이 영토들을 천주교적 가치로써 통일함으로써 황권을 더욱 강화시키려고 했다. 말하자면 카롤루스 대제 시절의 보편 기독교 제국의 복원이었다. 당연히 이것은 제후들의 자치권을 훼손할 수밖에 없었고, 마르틴 루터가 종교개혁을 일으키자 많은 영방국가들이 천주교를 국시로 내세우는 합스부르크 황실을 약화시키기 위해 이 새로운 종파로 개종했다. 1521년 개회한 보름스 의회에서 카를 5세는 이 "종교개혁"의 수괴 루터를 소환하여 청문회를 열었고, 루터를 논박하고 파문, 그의 저술들은 금서로 처리했다. 그러자 루터교로 개종한 제후들은 1529년 슈파이어 항의를 결의했다. 1530년 필리프 멜란히톤이 작성한 아우크스부르크 신앙고백을 카를 5세가 거부하자 신구 양 종파의 긴장은 극에 달했다. 마침내 1531년 루터교도 유력제후인 요한 프리드리히 1세 폰 작센 선제후와 필리프 1세 폰 헤센 방백이 슈말칼덴 읍에서 회동, 반황제파 루터교도 제후동맹인 슈말칼덴 동맹을 결성하기에 이른다.
1544년, 크레피 조약(Treaty Of Crépy)을 맺음으로써 이탈리아 전쟁에서 프랑스에 승리하고 독일로 돌아온 카를 5세는 교황 바오로 3세 뿐 아니라 몇몇 루터교 제후들까지 포섭해 군세를 소집했다. 황제 쪽에 붙은 루터교 제후로는 요한 프리드리히 1세의 사촌 모리츠도 있었다. 황제가 전쟁을 준비하자 슈말칼덴 맹주들은 1546년 7월 4일 이히터샤우젠이라는 촌에 모여, 카를 5세가 충분한 용병을 집결시키기 전에 예방전쟁을 하자는 데 동의했다.
한편, 황제는 총 병력 52,000 명(독일인 20,000 명, 이탈리아인 12,000 명, 에스파냐인 10,000 명, 네덜란드인 10,000 명)을 이끌고 도나우강을 향해 진군을 개시했다.

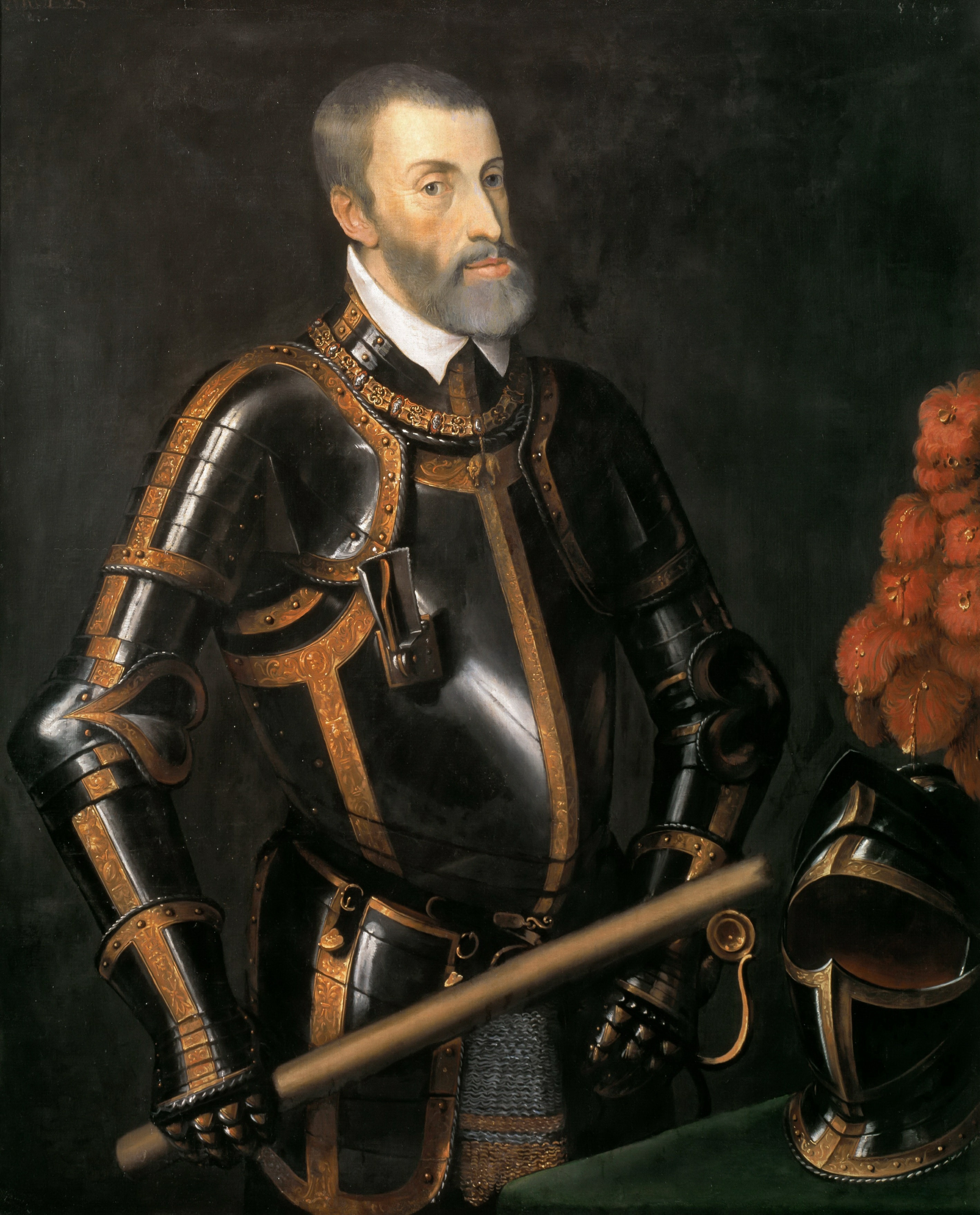
신성로마황제 카를 5세
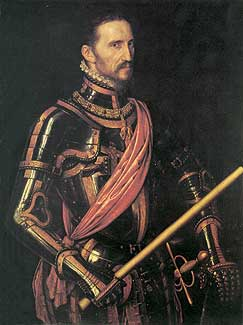
근황군 사령관 페르난도 알바레스 데 톨레도 데 알바 공작
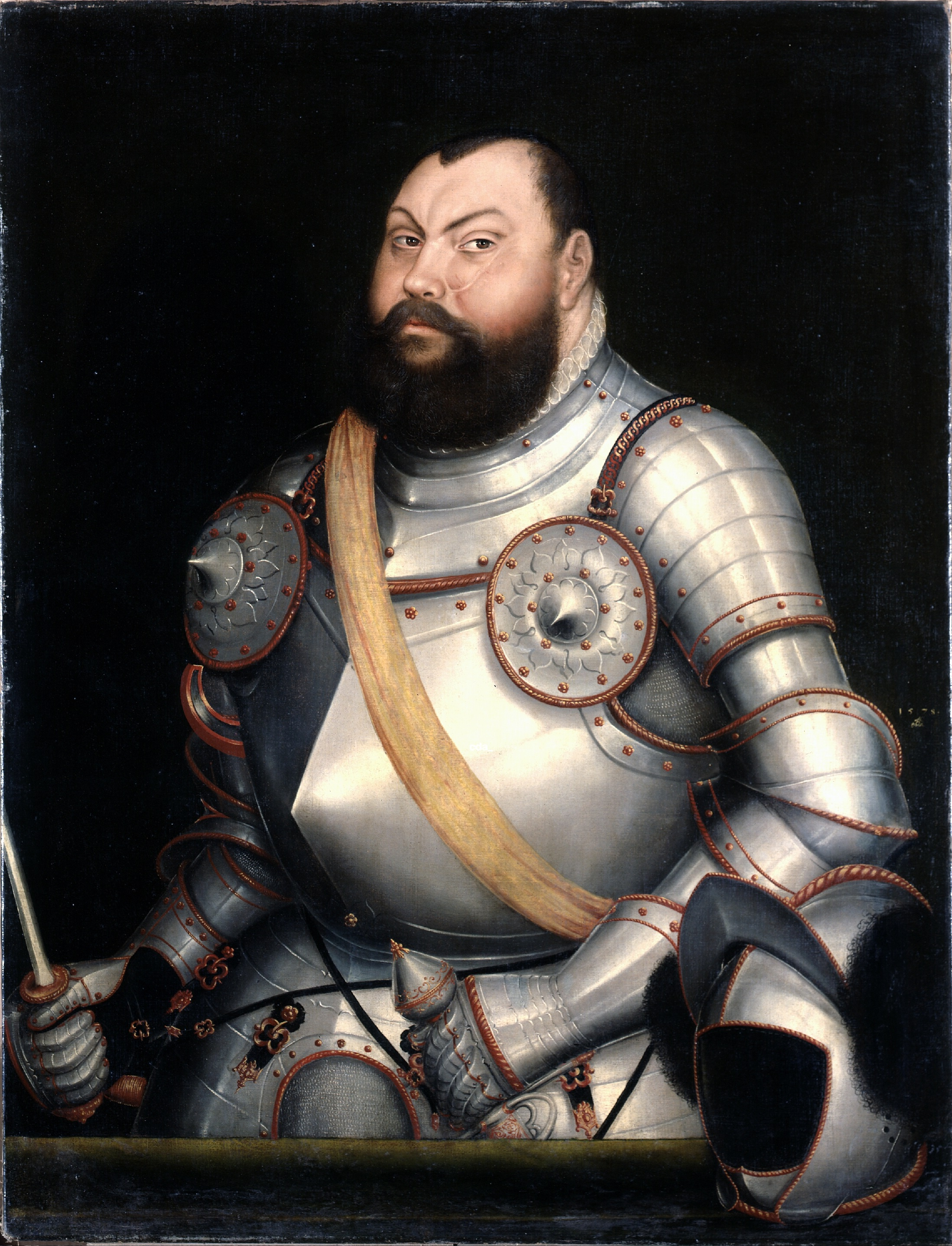
슈말칼덴 맹주 요한 프리드리히 1세 폰 작센 선제후
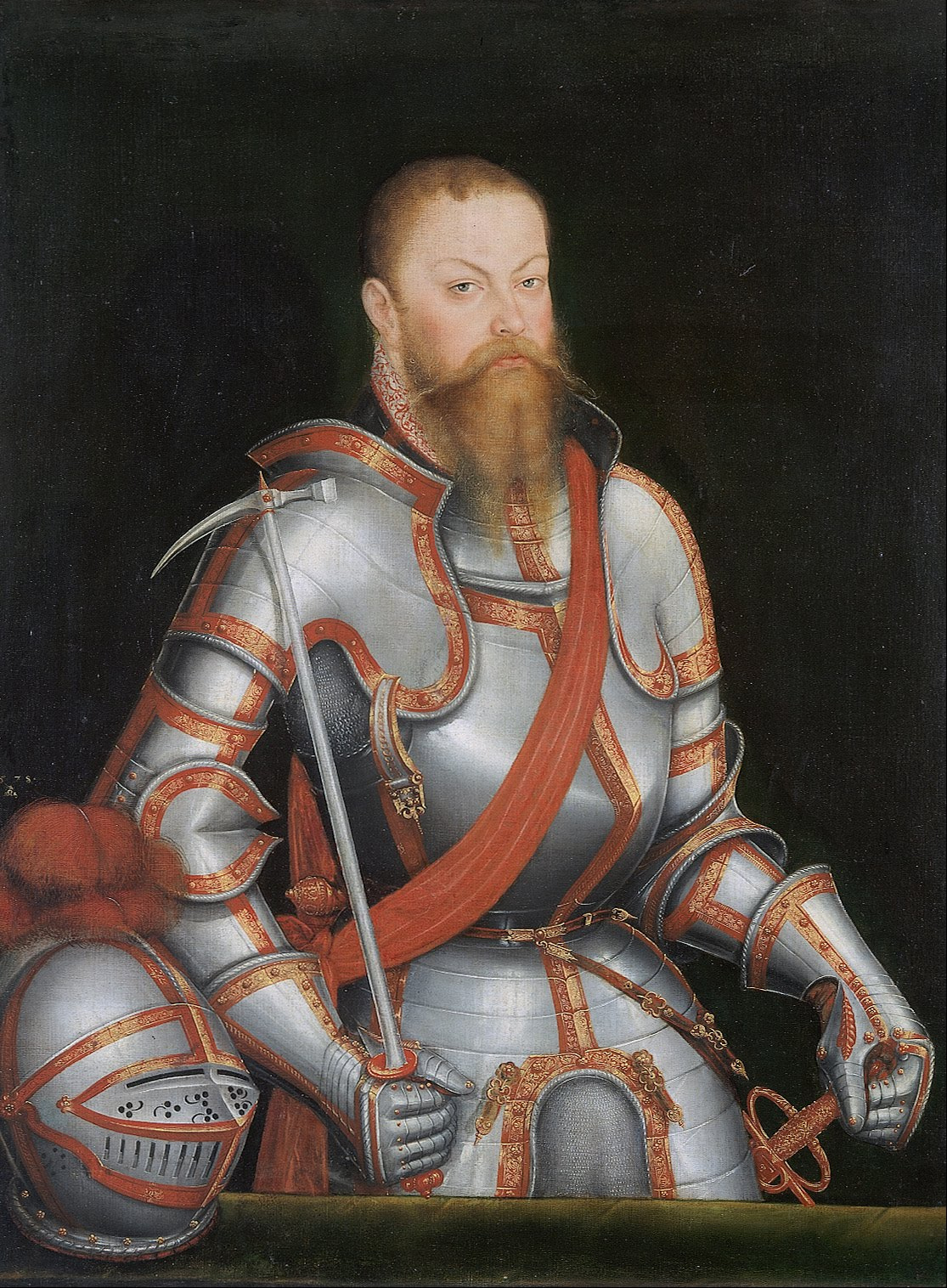
1차슈말칼덴전쟁에서 황제편에 가담했던 루터교측 제후 모리츠 폰 작센

## 진행
슈바벤에서 여러 루터교 자유시들이 군대를 모아 아우크스부르크 주교후의 영지인 퓌센 읍을 점령함으로써 전쟁이 시작되었다. 황제는 바이에른 공국의 잉골슈타트로 진격했다. 한편, 슈말칼덴 동맹 측에서는 황제가 이탈리아 병력을 모집하는 것을 막고자 오스트리아령 티롤을 침공하자는 계획이 제안되었지만 맹주들이 허하지 않았다. 빌헬름 4세 폰 바이에른 공작과 페르디난트 1세 폰 오스트리아 대공은 중립을 선언했다. 이로써 카를 5세는 별 장애물 없이 막강한 근황군을 소집할 수 있었다.
슈말칼덴 맹주들은 근황군을 공격하는 문제에 있어서도 지리멸렬했다. 1546년 7월 20일, 요한 프리드리히 1세와 필리프 1세는 국외파문에 처해졌다. 그들이 1542년에 천주교도인 하인리히 5세 폰 브라운슈바이크볼펜뷔텔 공작을 폐위시켰다는 것이 파문의 구실이었다. 이 틈을 타 모리츠 폰 작센 공작이 보헤미아 국왕이기도 한 페르디난트 1세 폰 오스트리아 대공의 도움을 받아 사촌 요한 프리드리히 1세의 영토로 쳐들어갔다. 요한 프리드리히 1세는 급히 슈바벤에서 군사를 돌려 작센으로 돌아와 모리츠의 군대를 막아내고 모리츠의 영토 및 보헤미아 영토를 침공했으나, 겨울이 되도록 전쟁은 결정적인 국면을 맞이하지 못했다.
한편 슈바벤에 남은 헤센 방백군은 울리히 폰 뷔르템베르크 공작이나 프리드리히 2세 폰 팔츠 선제후 같은 루터교 맹원들이 황제에게 항복하는 동안 뭐라 손도 제대로 쓰지 못했다. 1547년 3월 28일, 카를 5세는 보헤미아로 가서 동생 페르디난트 1세의 군대와 자기 군대를 합쳤다. 보헤미아 루터교도들은 요한 프리드리히 1세를 도우려 하지 않았기에, 압도적인 수의 근황군이 작센 선제후군을 격퇴했다. 맹주들이 계속 지리멸렬하여 동맹의 전략이 제대로 세워지지 않는 가운데, 1547년 4월 24일 뮐베르크 전투에서 동맹군은 근황군에게 궤멸되고, 요한 프리드리히 1세는 포로로 잡혔다.
이 전투로 인해 전쟁은 사실상 근황군의 승리로 끝났다. 하지만 브레멘과 마그데부르크 두 자유시는 끝까지 저항했다. 브레멘의 경우 에리히 2세 폰 브라운슈바이크뤼네부르크 공작이 1월부터 공성을 했으나 5월까지 버텨냈다. 1547년 5월 23일, 드라켄부르크 전투에서 슈말칼덴 동맹군이 헝가리군에게 승리하고, 전쟁터 근처에 있던 칼렌부르크 후국을 약탈했다. 칼렌부르크 후작이기도 했던 에리히 2세는 보급이 끊겨 더 이상 싸울 수 없었고, 곧이어 들이닥친 동맹군에게 격파되었다. 브레멘 농성전과 드라켄부르크 전투로 인해 근황군은 북독일을 포기하고 물러갔다.

## 결과
포로로 잡힌 요한 프리드리히 1세는 사형을 선고받았다. 목숨을 건지기 위해 그는 1547년 5월 19일 비텐베르크 조건부항복에 조인해야 했다. 그는 선제후 작위와 영토 일부를 몰수당했고, 몰수된 그것들은 황제에게 붙은 사촌 모리츠에게 증여되었다. 모리츠는 6월 4일 새로운 작센 선제후로 선언되었다. 모리츠는 필리프 1세 폰 헤센 방백의 사위였기 때문에, 요아힘 3세 헥토르 폰 브란덴부르크 선제후의 도움을 받아 장인에게 항복을 권했다. 필리프 1세는 할레까지 와서 황제 앞에 몸을 던지고 자비를 구걸했다. 그러나 황제는 필리프 1세가 뉘우치거나 말거나 냉큼 잡아다 감옥에 집어넣었고, 선제후들은 이 무자비함에 동요하였다.
비록 근황군이 슈말칼덴 동맹군을 완벽히 분쇄했으나, 루터교 이단은 이미 유럽 전역에 퍼져서 군사력으로 뿌리뽑을 수 없게 되었다. 하지만 황제는 자신의 위업이 절정에 달했다고 여기고, 1548년 5월 15일 아우크스부르크 가협정을 통해 루터교도들을 천주교도들로 재개종시키려 했다. 그러자 자극을 받은 루터교 제후들이 1552년 재차 반란을 일으키는데, 이것을 제2차 슈말칼덴 전쟁, 또는 제후전쟁이라고 한다. 이 두번째 전쟁에서 모리츠 폰 작센 선제후는 황제를 배신하고 루터교 동맹군을 이끌었고, 프랑스 국왕 앙리 2세의 지원을 받았다. 루터교 동맹군에게 압도당한 황제는 파사우 화의를 맺고 요한 프리드리히 1세와 필리프 1세를 석방했다. 3년 뒤 아우크스부르크 화의에서 루터교의 신교의 자유가 허락되었다. 천주교 보편제국의 꿈이 깨지자 실의에 빠진 카를 5세는 동생 페르디난트 1세에게 제위를 양위하고 수도원에 들어갔다.

## 같이 보기
- 30년 전쟁

## 참고 자료
- History of Hungary. Book-Series (10): History of Hungary (1526–1686), First Book. Editor in chief: Pál Zsigmond Pach; Editor: Ágnes Várkonyi R. Akadémia Kiadó. Budapest (1985) ISBN 963-05-0929-6
- Oman, Charles. A History of the Art of War in the Sixteenth Century. London: Methuen & Co. 1937.
- Blockmans, Wim. Emperor Charles V (1500–1558). Translated by Isola van den Hoven-Vardon. New York: Oxford University Press, 2002. ISBN 0-340-73110-9.
- Smith, Henry Preserved (1920). The Age of the Reformation. New York: Henry Holt and Company.
- Tracy, James D. (2002). Charles V: Impresario of War. Cambridge University Press. ISBN 0-521-81431-6.